# Kirove, Kobeleakî
Kirove (în ucraineană Кірове) este localitatea de reședință a comunei Kirove din raionul Kobeleakî, regiunea Poltava, Ucraina.

## Demografie
Componența lingvistică a localității Kirove
     Ucraineană (96,01%)
     Rusă (2,31%)
Conform recensământului din 2001, majoritatea populației localității Kirove era vorbitoare de ucraineană (96,01%), existând în minoritate și vorbitori de rusă (2,31%) și armeană (1,68%).